# Kirkinner
Kirkinner är en by i Dumfries and Galloway, Skottland. Byn är belägen 5 km 
från Wigtown. Orten har 136 invånare (1971). Resterna av Baldoon Castle ligger 1,5 km bort.